# Еквадор на Светском првенству у атлетици на отвореном 2017.
Еквадор је учествовао на Светском првенству у атлетици на отвореном 2017. одржаном у Лондону од 4. до 13. августа шеснаести пут, односно учествовао је на свим првенствима до данас. Репрезентацију Еквадора представљало је 16 учесника (6 мушкарца и 10 жена) који су се такмичили у 8 дисциплини (4 мушке и 4 женске).,
На овом првенству Еквадор није освојио ниједну медаљу, али је постигнут један континентални, национални и лични рекорд и остварена су два најбоља лична резултата сезоне.

## Учесници
| Мушкарци: - Бајрон Пиједра — 10.000 м - Сегундо Јами — Маратон - Брајан Пинтадо — 20 км ходање - Маурисио Аутерага — 20 км ходање - Андрес Чочо — 50 км ходање - Клаудио Виљануева — 50 км ходање | Жене: - Анхела Тенорио — 100 м, 4х100 м - Нарсиса Ландазури — 100 м, 4х100 м - Роса Чача — Маратон - Кармен Тоакиза — Маратон - Ангела Брито — Маратон - Паола Перез — 20 км ходање - Марица Гваман — 20 км ходање - Хоана Ордоњез — 20 км ходање - Јулијана Анхуло — 4х100 м - Ромина Сифуентес — 4х100 м |  |

## Резултати

### Мушкарци
| Атлетичар         | Дисциплина   | Лични рекорд | Квалификације   | Квалификације   | Полуфинале                                | Полуфинале | Финале       | Финале       | Детаљи                         |
| Атлетичар         | Дисциплина   | Лични рекорд | Резултат        | Место           | Резултат                                  | Место      | Резултат     | Место        | Детаљи                         |
| ----------------- | ------------ | ------------ | --------------- | --------------- | ----------------------------------------- | ---------- | ------------ | ------------ | ------------------------------ |
| Бајрон Пиједра    | 10.000 м     | 27:32,59 НР  |                 |                 |                                           |            | 28:50,72 ЛРС | 21 / 22 (24) | Архивирано 2017-08-05 на сајту |
| Сегундо Јами      | Маратон      | 2:17:11      | 2:24:28         | 57 / 71 (100)   | Архивирано на веб-сајту (14. април 2018)  |            |              |              |                                |
| Брајан Пинтадо    | 20 км ходање | 1:21:39      | 1:21:17 ЛР      | 18 / 58 (64)    |                                           |            |              |              |                                |
| Маурисио Аутерага | 20 км ходање | 1:21:08      | 1:22:28 ЛРС     | 28 / 58 (64)    |                                           |            |              |              |                                |
| Клаудио Виљануева | 50 км ходање | 3:50:29      | 3:49:27 ЛР      | 18 / 33 (49)    | Архивирано на веб-сајту (14. август 2017) |            |              |              |                                |
| Андрес Чочо       | 50 км ходање | 3:42:57 НР   | дисквалификован | дисквалификован | Архивирано на веб-сајту (14. август 2017) |            |              |              |                                |

### Жене
| Атлетичарка                                                          | Дисциплина   | Лични рекорд | Квалификације | Квалификације | Полуфинале            | Полуфинале            | Финале                | Финале       | Детаљи                                   |
| Атлетичарка                                                          | Дисциплина   | Лични рекорд | Резултат      | Место         | Резултат              | Место                 | Резултат              | Место        | Детаљи                                   |
| -------------------------------------------------------------------- | ------------ | ------------ | ------------- | ------------- | --------------------- | --------------------- | --------------------- | ------------ | ---------------------------------------- |
| Анхела Тенорио                                                       | 100 м        | 10,99 НР     | 11,33         | 5. у гр. 3    | Нису се квалификовале | Нису се квалификовале | Нису се квалификовале | 25 / 46 (47) | Архивирано на веб-сајту (3. август 2018) |
| Нарсиса Ландазури                                                    | 100 м        | 11,26        | 11,59         | 6. у гр. 4    | Нису се квалификовале | Нису се квалификовале | Нису се квалификовале | 34 / 46 (47) | Архивирано на веб-сајту (3. август 2018) |
| Роса Чача                                                            | маратон      | 2:35:29      |               |               |                       |                       | 2:37:50               | 33 / 78 (92) |                                          |
| Кармен Тоакиза                                                       | маратон      | 2:35:29      | 2:48:45       | 61 / 78 (92)  |                       |                       |                       |              |                                          |
| Ангела Брито                                                         | маратон      | 2:42:18      | 2:58:21       | 72 / 78 (92)  |                       |                       |                       |              |                                          |
| Паола Перез                                                          | 20 км ходање | 1:29:06 НР   | 1:30:09       | 13 / 52 (61)  |                       |                       |                       |              |                                          |
| Марица Гваман                                                        | 20 км ходање | 1:31:31      | 1:33:06       | 28 / 52 (61)  |                       |                       |                       |              |                                          |
| Хоана Ордоњез                                                        | 20 км ходање | 1:32:52      | 1:36:27       | 41 / 52 (61)  |                       |                       |                       |              |                                          |
| Јулијана Анхуло, Нарсиса Ландазури, Ромина Сифуентес, Анхела Тенорио | 4х100 м      | 43.88 НР     | 43,94 НРС     | 6. у гр. 1    |                       |                       | Нису се квалификовале | 12 / 13 (16) |                                          |